# قلعه سید (کهریزک)
قلعه سید (کهریزک)، روستایی از توابع شهرستان کهریزک در استان تهران ایران است.

## جمعیت
این روستا در دهستان کهریزک قرار دارد و براساس سرشماری مرکز آمار ایران در سال ۱۳۸۵، جمعیت آن ۳۰۷ نفر (۶۸خانوار) بوده‌است.